# Sausseron
Le Sausseron est une rivière française coulant essentiellement dans le nord du département du Val-d'Oise, en région Île-de-France, et accessoirement dans l'Oise en Hauts-de-France, et affluent de l'Oise, donc sous-affluent de la Seine.

## Géographie
De 24 km de longueur, cette petite rivière prend sa source dans le Vexin français à Neuville-Bosc (Oise), et s'écoule selon une orientation ouest / est avant de s'infléchir  vers le sud à Verville (Nesles-la-Vallée) pour se jeter dans l'Oise à la limite de Valmondois et de Parmain (Val-d'Oise), à 26 m d'altitude, face à L'Isle-Adam.
Il s'appelle aussi en partie haute le ruisseau la Soissone, et prend source, selon Géoportail, au lieu-dit Heurcourt, à 86 m d'altitude, sur la commune de Berville, mais selon le SANDRE, sur la commune de Neuville-Bosc, au nord-ouest des Buttes de Rosne (216 m) vers 200 m d'altitude.

### Communes et cantons traversés
Le Sausseron traverse ou borde, dans deux départements, les onze communes suivantes, d'amont en aval :
- dans l'Oise, Neuville-Bosc (source)
- dans le Val-d'Oise, Haravilliers, Berville (Amblainville dans l'Oise est bordée en rive gauche sur une courte distance), Arronville, Menouville, Vallangoujard, Labbeville, Nesles-la-Vallée, Valmondois, Parmain (rive gauche).

Soit en termes de cantons, le Sausseron prend source dans le canton de Chaumont-en-Vexin, traverse le canton de Pontoise et conflue dans le canton de Saint-Ouen-l'Aumône, le tout dans les arrondissements de Beauvais et de Pontoise.
Les quatre intercommunalités concernées sont la communauté de communes des Sablons, la communauté de communes Vexin Centre, la communauté de communes Sausseron Impressionnistes et la communauté de communes de la Vallée de l'Oise et des Trois Forêts.

### Toponymes
Le Sausseron donne son nom à la communauté de communes de la Vallée du Sausseron et au canton de la Vallée du Sausseron.

### Bassin versant
Le Sausseron s'écoule en grande partie dans le parc naturel régional du Vexin Français.
Le Sausseron traverse les deux zones hydrographiques « L'Oise du confluent de l'Esches (exclu) au confluent du Sausseron (inclus) » (H226) et « L'Oise du confluent du Sausseron (exclu) au confluent de la Viosne (exclu) » (H227).

### Organisme gestionnaire

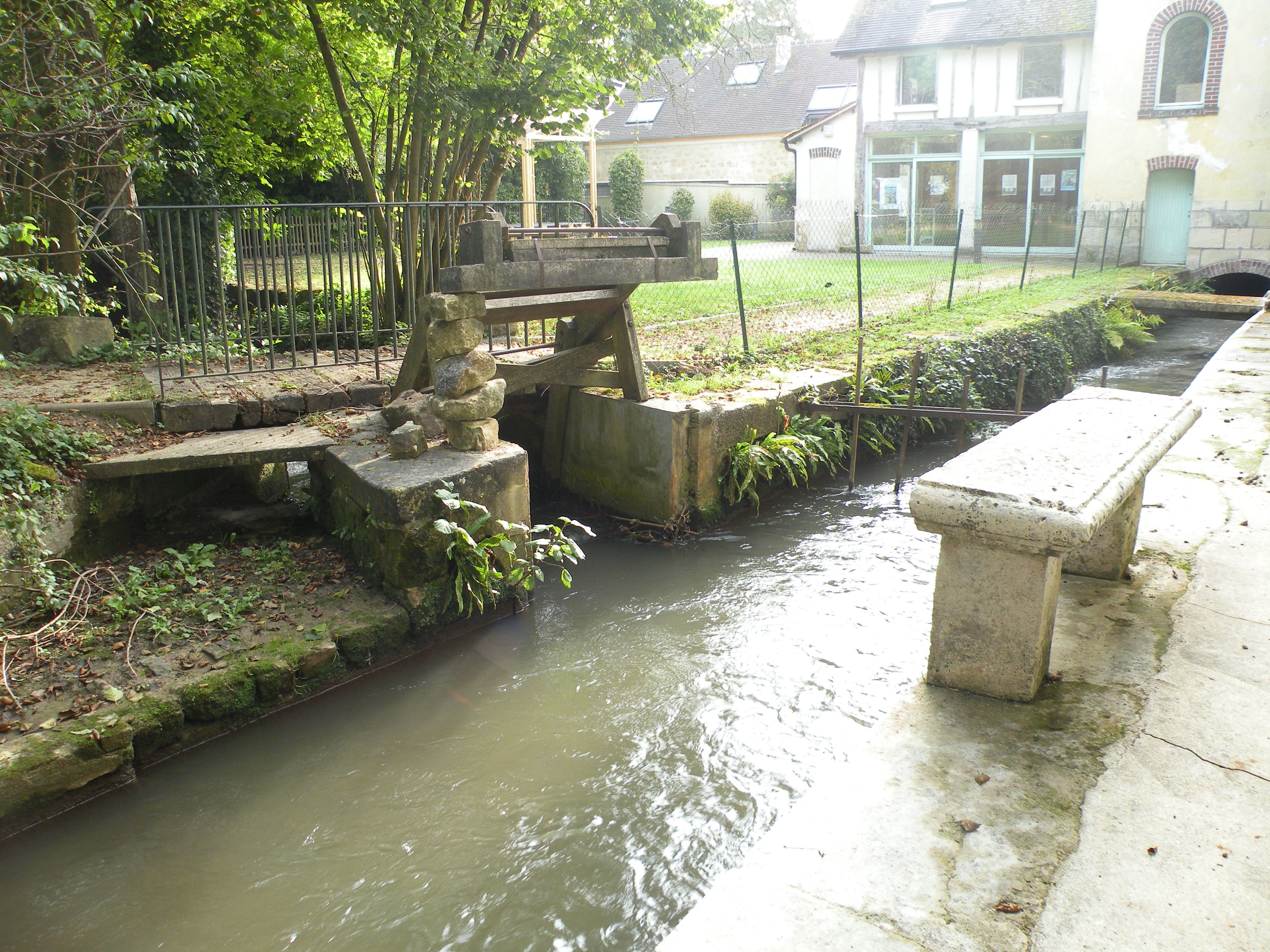
Moulin de la Naze à Valmondois et maison de la Meunerie.

L'organisme gestionnaire est le SMERCVS ou Syndicat mixte d'études et de réalisation du contrat de la vallée du Sausseron, sis à Nesles-la-Vallée et qui a dix-huit communes membres.

## Affluents
Le Sausseron a six affluents référencés :
- le ravin de Theuville (rd[note 1]), 10 km sur les quatre communes de Haravilliers (source) Theuville, Épiais-Rhus, et Vallangoujard, avec un affluent[4] mais de rang de Strahler trois :
  - le ruisseau de la Laire (rd), 7 km sur les six communes de Haravilliers (source), Le Heaulme, Bréançon, Grisy-les-Plâtres, Épiais-Rhus, et Theuville (confluence), avec quatre affluents :
    - le fond de Borne (rd), 3 km sur les deux communes de Bréançon (source) et Grisy-les-Plâtres (confluence).
    - le Fossé 02 de la commune de Heaulme (rg), 2 km sur les trois communes de Haravilliers (source), Le Heaulme et Bréançon (confluence).
    - le Fossé 03 de la commune de Heaulme (rd), 1 km sur la seule commune de Bréançon.
    - le Fossé du Bois Patte (rg), 1 km sur les deux communes de Haravilliers (source) et Bréançon (confluence).
- le ru de Frouville (rg), 7 km sur les cinq communes de Amblainville (source), Arronville, Frouville, Labbeville, Nesles-la-Vallée (confluence), avec un affluent :
  - le ru de Grainval (rg), 2 km sur la seule commune de Frouville.
- le ru d'Hedouville (rg), 2 km sur les deux communes de Hédouville (source) et Nesles-la-Vallée (confluence).
- le cours d'eau 01 de Moroicourt (rg), 2 km sur les deux communes d'Amblainville (source) et Arronville (confluence).
- le cours d'eau 02 de la commune de Nesles-la-Vallée (rg), 2 km sur les deux communes de Parmain (source) et Nesles-la-Vallée (confluence).
- le cours d'eau 01 de la commune de Nesles-la-Vallée (rg),1 km sur la seule commune de Nesles-la-Vallée.

### Rang de Strahler
Donc son rang de Strahler est de quatre par le ravin de Theuville et le ruisseau de la Laire.

## Hydrologie
Son régime hydrologique est dit pluvial océanique.

### Le Sausseron à Nesles-la-Vallée
Le débit du Sausseron a été observé depuis le 1er décembre 1968 , à Nesles-la-Vallée, localité du département du Val-d'Oise, située peu avant son confluent avec l'Oise, à 37 m d'altitude. Le bassin versant de la rivière y est de 101 km2, c'est-à-dire 98 % de sa totalité.
Le module de la rivière à Nesles-la-Vallée est de 0,528 m3/s.
Le Sausseron présente des fluctuations saisonnières de débit très peu marquées. Les hautes eaux se déroulent en hiver et au début du printemps et se caractérisent par des débits mensuels moyens oscillant entre 0,611 et 0,645 m3/s, de décembre à avril inclus (avec un maximum de janvier à mars). Dès fin avril, le débit descend très régulièrement jusqu'aux basses eaux d'été qui ont lieu de juillet à septembre inclus, entraînant une baisse du débit moyen mensuel allant jusqu'à 0,386 m3/s au mois d'août. Mais les fluctuations de débit sont plus prononcées selon les années et sur de plus courtes périodes.

### Étiage ou basses eaux
À l'étiage, le VCN3 peut chuter jusque 0,260 m3/s, en cas de période quinquennale sèche, soit 260 litres par seconde, ce qui reste plus que confortable.

### Crues
Les crues sont peu importantes, même compte tenu de la taille très modeste du bassin versant de la rivière. Les QIX 2 et QIX 5 valent en effet respectivement 1,6 et 2,1 m3/s. Le QIX 10 est de 2,5 m3/s, le QIX 20 de 2,8 m3/s. Quant au QIX 50, il se monte à 3,2 m3/s. Le QIS 100 n'a pas encore pu être calculé vu la période d'observation de 52 ans.
Le débit instantané maximal enregistré à Nesles-la-Vallée a été de 3,32 m3/s le 5 décembre 1988, tandis que le débit journalièr maximal était de 2,94 m3/s le 6 janvier 2001 en même temps que la hauteur maximale instantanée à 91,5 cm ou 0,915 m. Si l'on compare la première de ces valeurs à l'échelle des QIX exposée plus haut, on constate que cette crue était plus que de niveau cinquantennal, et donc très exceptionnelle.

### Lame d'eau et débit spécifique

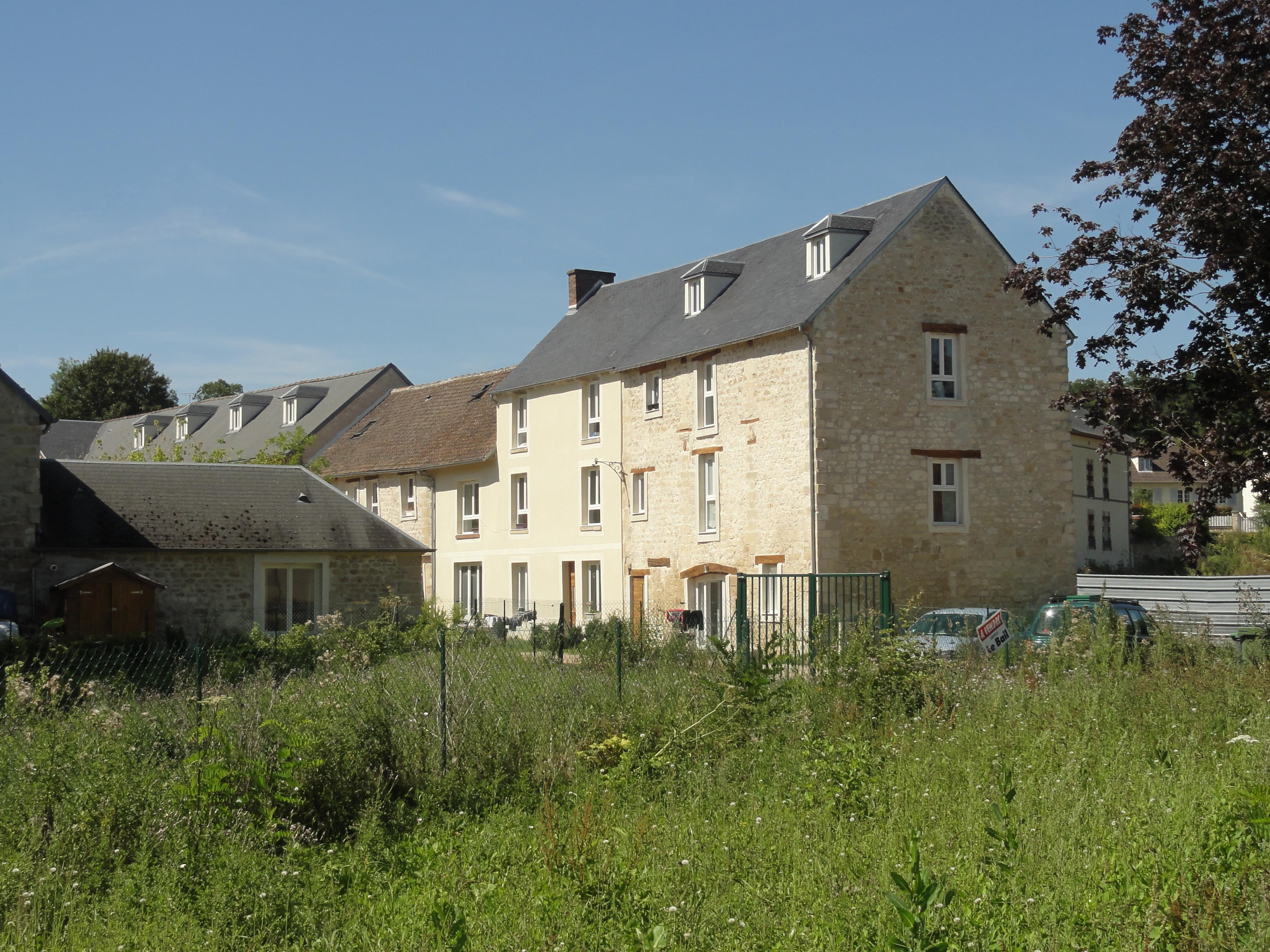
Ancien moulin à eau de Labbeville.

Au total, le Sausseron est une rivière régulière mais pas très abondante. La lame d'eau écoulée dans son bassin est de 165 millimètres annuellement, ce qui est près de deux fois inférieur à la moyenne d'ensemble de la France tous bassins confondus, et aussi largement inférieur à la moyenne du bassin de l'Oise (243 millimètres/an) et du bassin de la Seine (plus ou moins 240 millimètres/an). Le débit spécifique de la rivière (ou Qsp) se monte dès lors à 5,2 litres par seconde et par kilomètre carré de bassin.

## Aménagements et écologie
Plusieurs zones humides sont signalées sur le bassin versant du Sausseron,. Sur son cours on rencontre les lieux-dits suivants : le marais du Rabuais, les grands Herbages, le Vieux Moulin, le Moulin Burgaud, le moulin le Roy.

### Moulins
Le Sausseron qui traverse le bourg est jalonné de vingt-et-un moulins au XIIIe siècle, dont 7 à Valmondois. Le plus ancien tourne depuis 1164. En 1899, six moulins à eau sont encore en activité sur le cours de la rivière à Valmondois.
- le Moulin de Labbeville, rue de la Bauve, à Labbeville : il date du XVIIIe siècle et était le moulin à eau le plus performant de la vallée du Sausseron grâce à une roue à aubes de grand diamètre et une hauteur de chute de l'eau 3 m, obtenue par une déviation du Sausseron par le parc du château, à l'ouest du village. Le moulin a été transformé en usine métallurgique en 1906, puis converti en habitation[6].

- Moulin de la Naze, rue Léon-Bernard, à Valmondois, (inscrit monument historique, y compris la machinerie en 1987[7]) : Ce moulin à eau établi sur le Sausseron est attesté depuis 1403.

C’est ce moulin qui aurait fourni l’inspiration à Jean de La Fontaine, alors hôte du prince de Conti, pour sa fable « Le Meunier, son fils et l'âne ».
Le moulin est aujourd'hui partagé entre une habitation et la maison de la Meunerie, l'un des musées et maisons à thème du Parc naturel régional du Vexin français. Il présente toujours une roue dite Poncelet, qui tourne de nouveau, et son mécanisme ancien, qui n'a toutefois pas été remis en état de fonctionnement. Le musée est ouvert le week-end uniquement, sauf au mois d'août,.

### ZNIEFF
Plusieurs ZNIEFF sont référencées dans le bassin du Sausseron dont :
- ZNIEFF 110001813 Marais du Sausseron à Valangoujard et Brecourt, de type 1 et 49 hectares[10]

### Faune
La vallée du Sausseron abrite plus de quatre-vingt-dix espèces d'oiseaux.

## Galerie

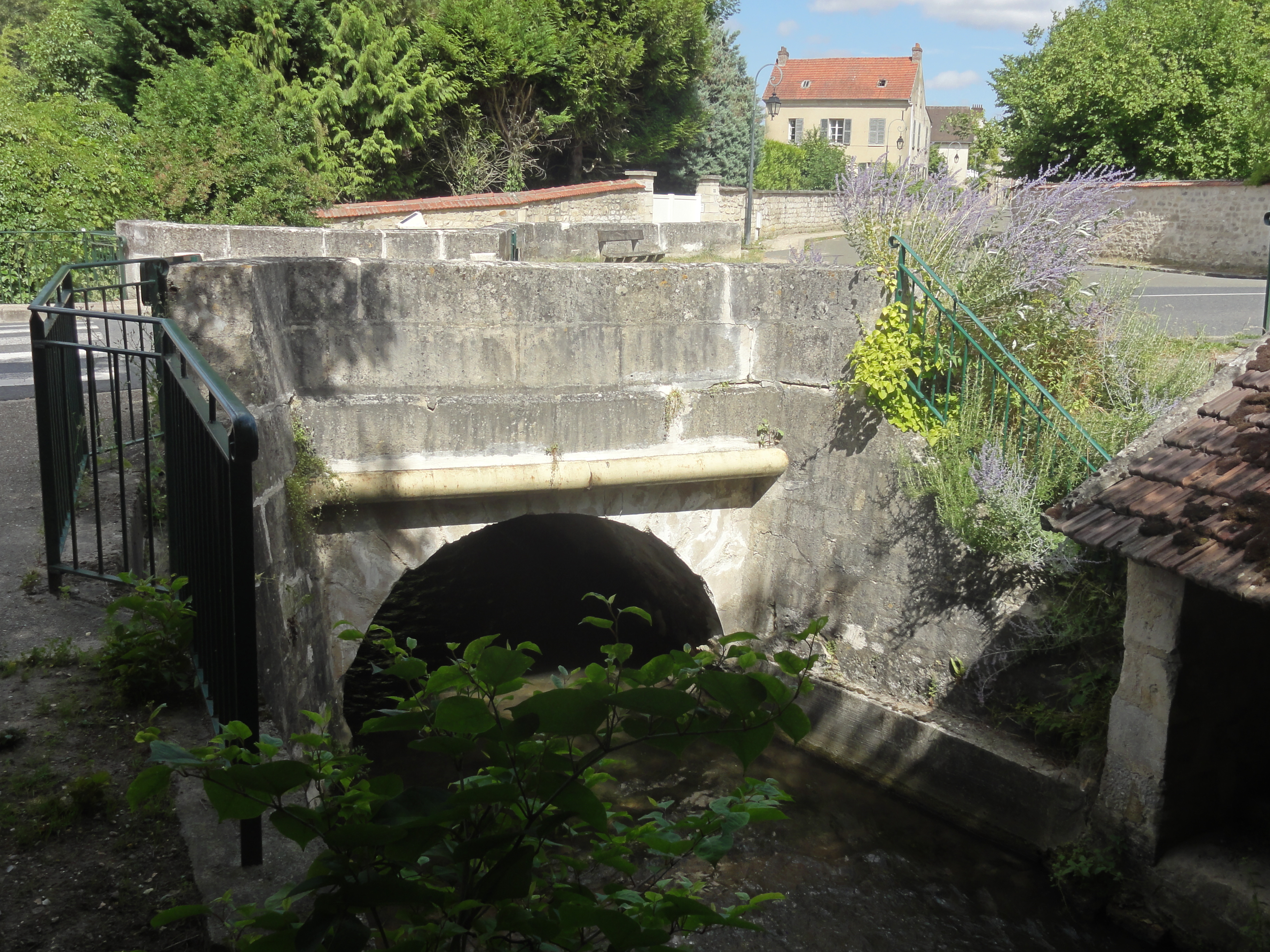
Pont sur le Sausseron à Nesles-la-Vallée.
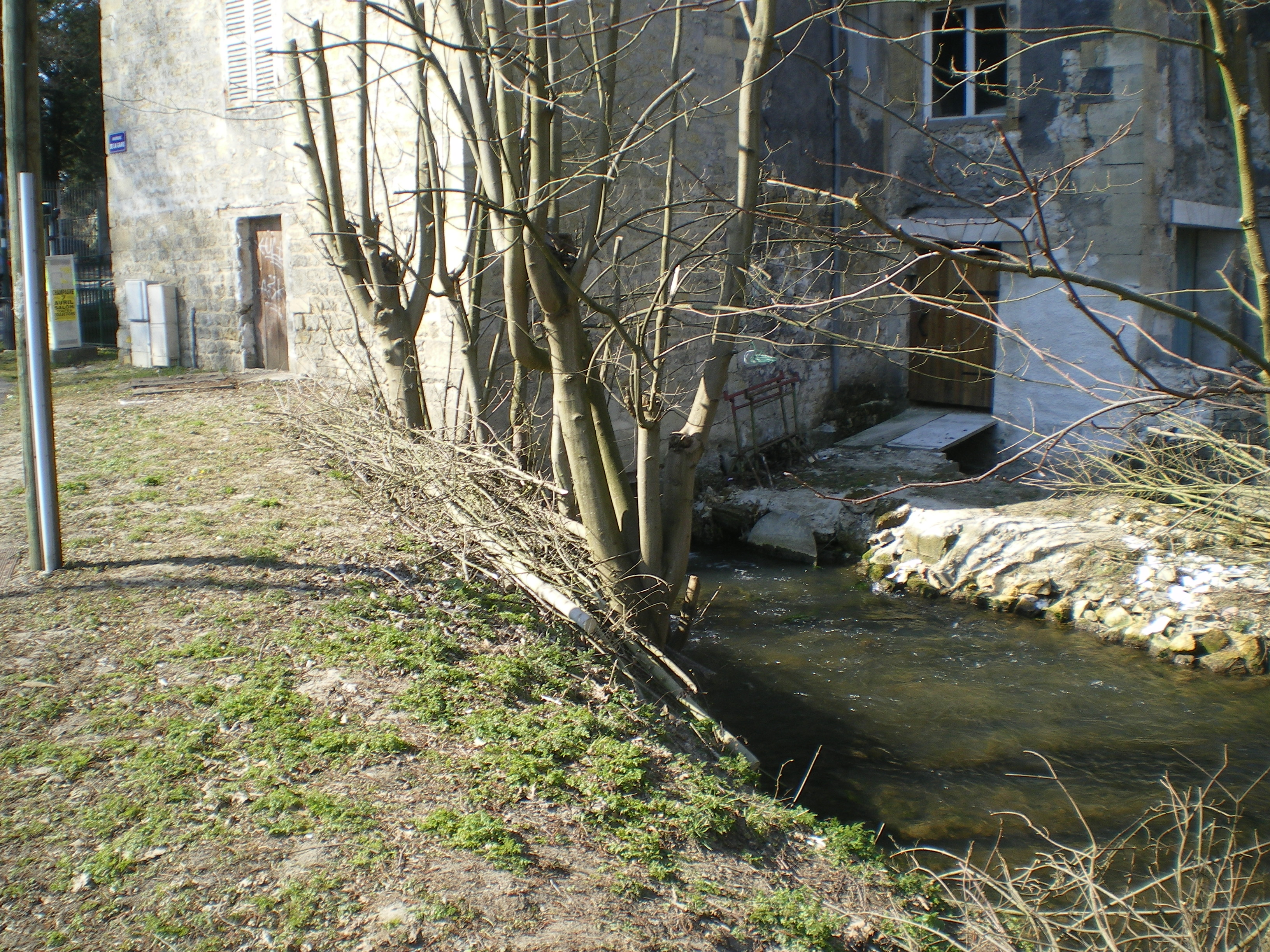
Le Sausseron à Valmondois.
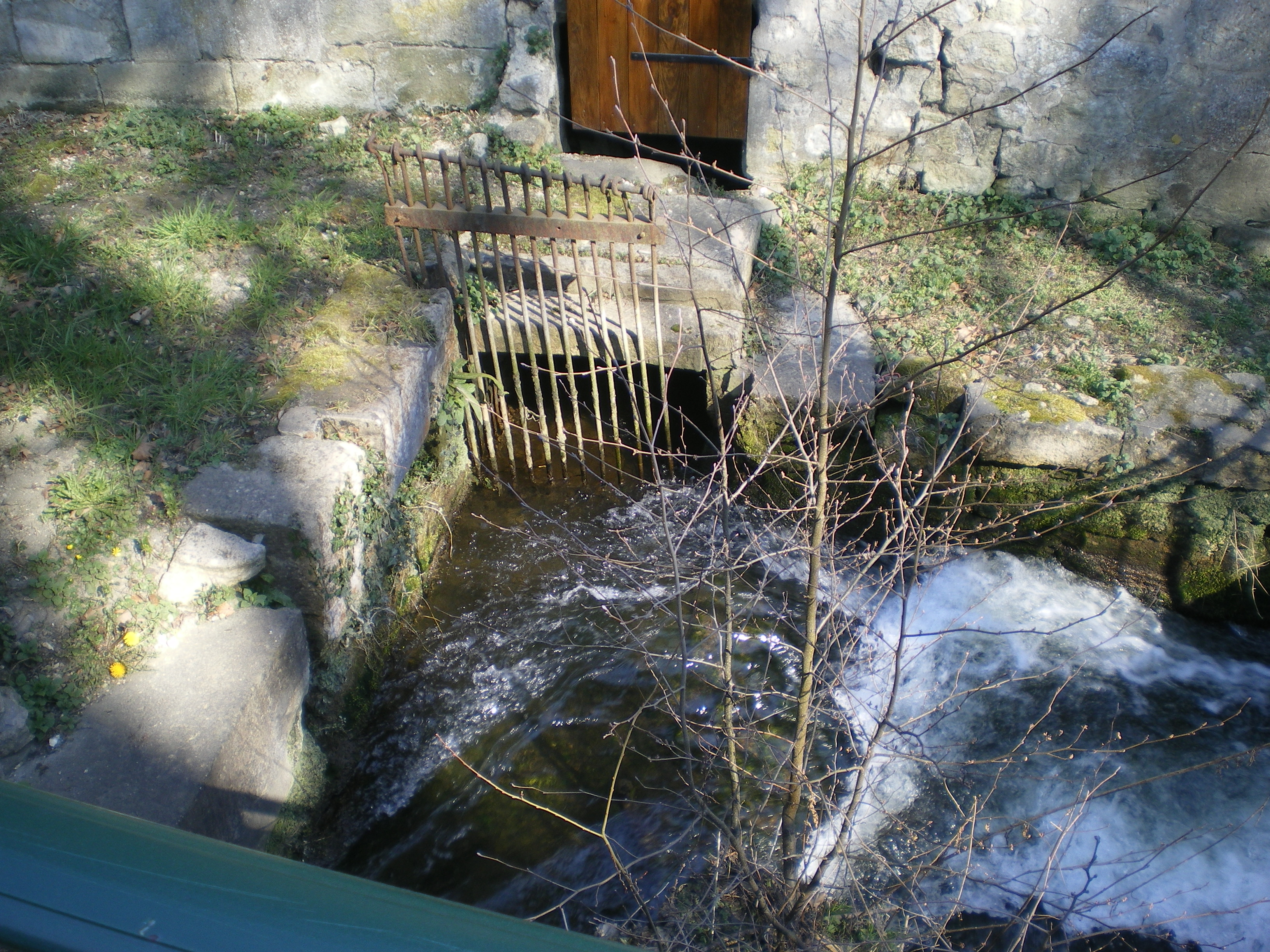
Le Sausseron à Valmondois. A gauche la grille d'entrée de l'alimentation d'un ancien moulin à eau.
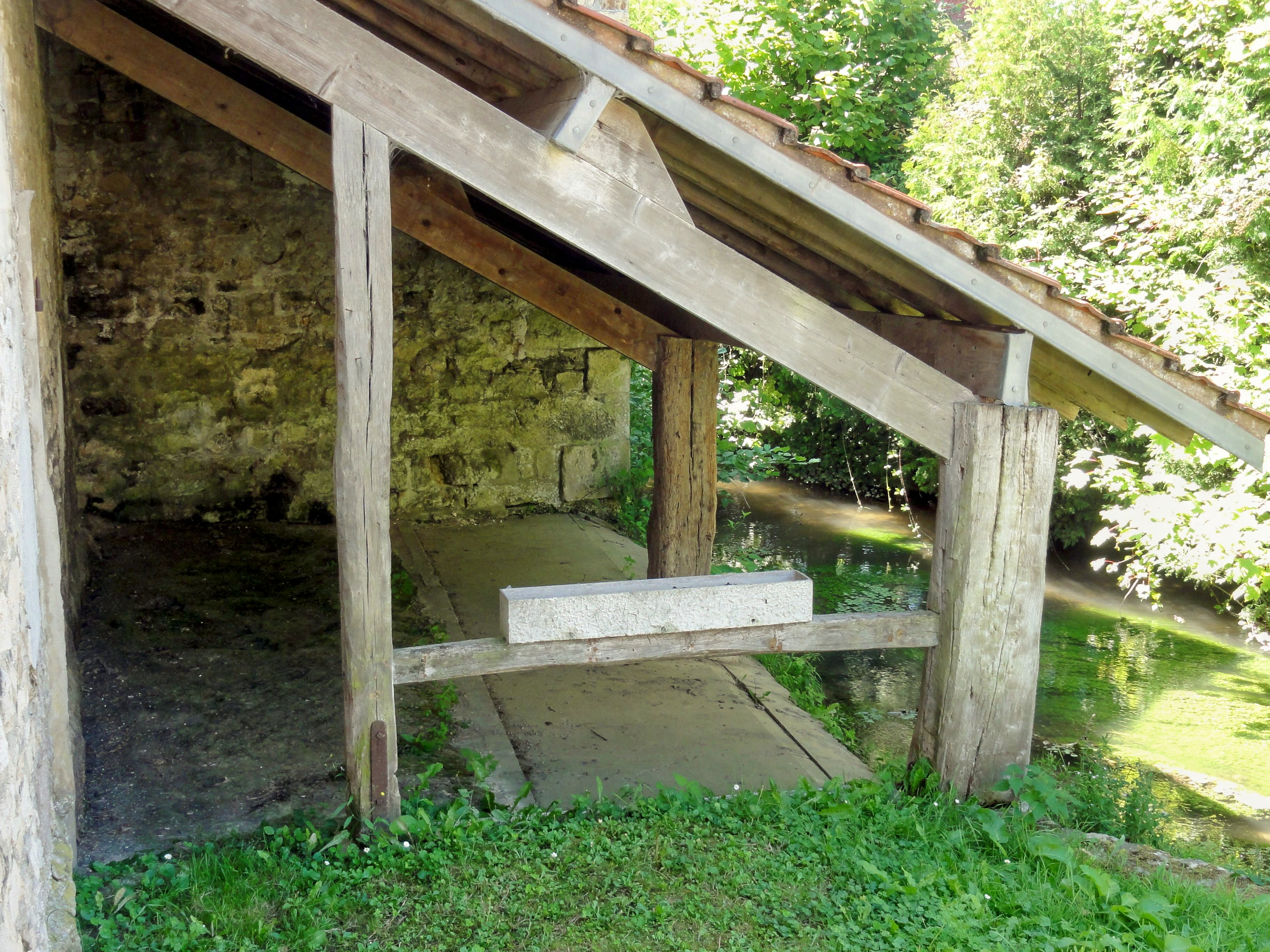
Lavoir, rue du Moulin. à Labbeville.
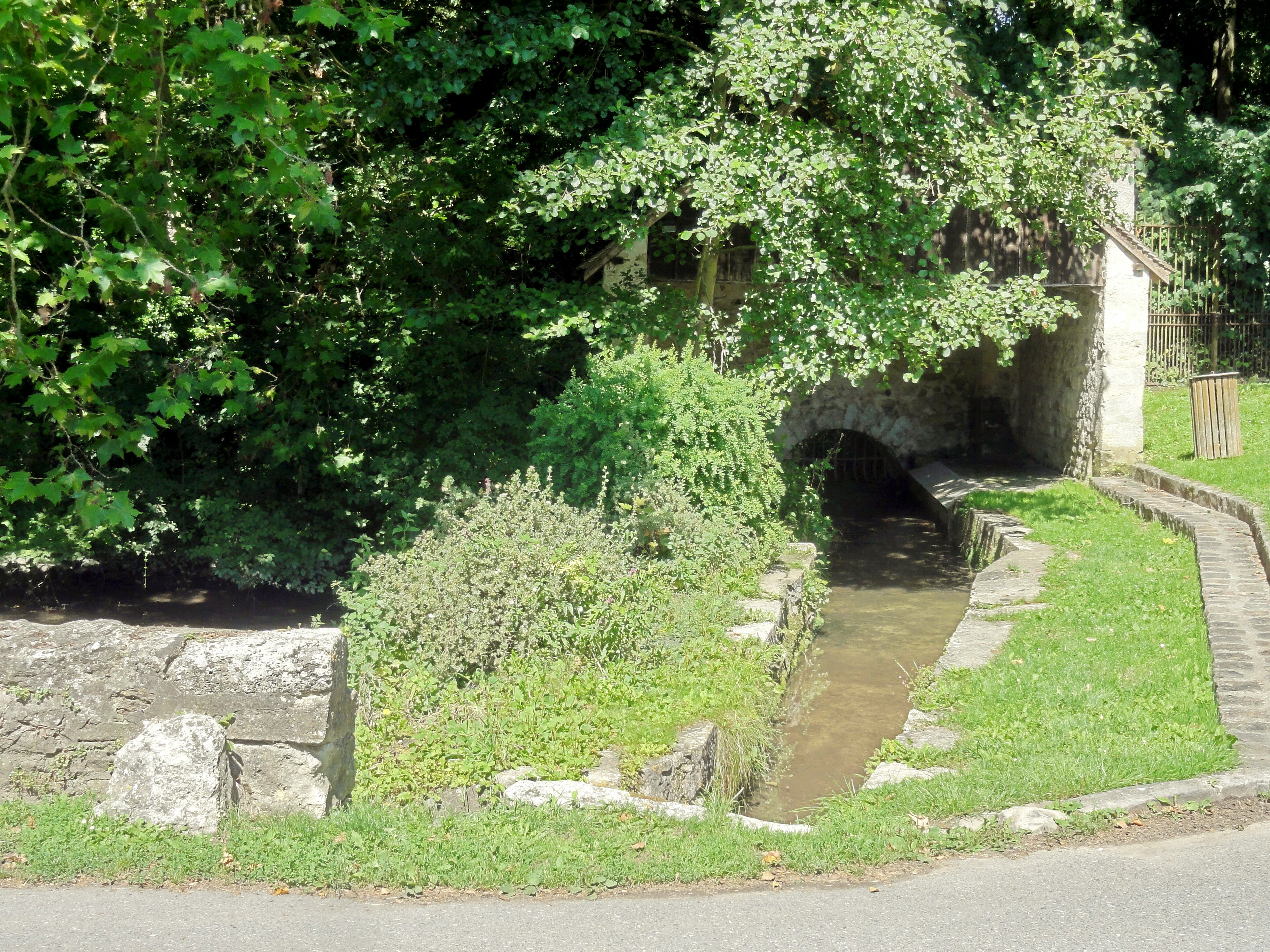
Lavoir, rue du Moulin. à Menouville.